# Great Ouse
Great Ouse är en flod i England, Storbritannien. Floden tar sin början nära Brackley i södra Northamptonshire, rinner mot öster och nordost och passerar bland annat städerna Buckingham och Bedford. Great Ouse har en närmast nordlig bana innan den mynnar i The Wash, Nordsjön. Flodens totala längd är 240 km, vilket gör den till den fjärde längsta i Storbritannien (efter Severn, Themsen och Trent). Flodens avrinningsområde är 8 442 km².
Namnet Ouse kommer från ett keltiskt ord som helt enkelt betyder vatten. Den har alltså inget gemensamt med  floden Ouse i Yorkshire förutom namnet.